# ريكس جونز
ريكس جونز (بالإنجليزية: Rex Johns)‏ هو لاعب كرة قدم أسترالية أسترالي، ولد في 21 مايو 1935، وتوفي في 16 ديسمبر 2009.

## وصلات خارجية
- ريكس جونز على موقع AustralianFootball.com (الإنجليزية)